# エリアス・カチュンガ
エリアス・カチュンガ（Elias Kachunga 、1992年4月22日 - ）は、ドイツ・ノルトライン＝ヴェストファーレン州ハーン出身のプロサッカー選手。元コンゴ民主共和国代表。ケンブリッジ・ユナイテッドFC所属。ポジションは、ミッドフィールダー。

## 経歴

### 生い立ち
コンゴ人の父とドイツ人の母との間に生まれた。

### クラブ
ボルシア・メンヒェングラートバッハのユースチームで育成されたが、トップチームでの出番はなくレンタル暮らしが続き、最終的にSCパーダーボルン07に完全移籍した。2014-15シーズン終了後、パーダーボルンが2. ブンデスリーガに降格したため、FCインゴルシュタット04に移籍。移籍金はクラブ史上最高額の170万ユーロ。
2016年6月、フットボールリーグ・チャンピオンシップのハダースフィールド・タウンFCに買い取りオプション付きのレンタルで移籍した。加入後初出場となったブレントフォードFC戦でいきなりゴールを挙げると、最終的に12ゴールを記録した。2017年3月、ハダースフィールドが買い取りオプションを行使し完全移籍に移行した。
2020年9月、シェフィールド・ウェンズデイFCにフリーで加入。
2021年8月6日、ボルトン・ワンダラーズFCに加入。
2023年8月1日、ケンブリッジ・ユナイテッドFCに移籍した。

### 代表
U19およびU21ドイツ代表歴がある。
A代表は父の祖国であるコンゴ民主共和国を選び、2017年3月のケニア戦で初キャップ。